# Pomârla
Pomârla je obec v župě Botoșani v Rumunsku. Žije zde přibližně 2 500 obyvatel. Součástí obce jsou i dvě okolní vesnice. Obec leží u hranic Rumumska s Ukrajinou.

## Části obce
- Pomârla – 2 021 obyvatel
- Hulubești – 188 obyvatel
- Racovăț – 324 obyvatel